# Wilhelminapark (Zoetermeer)

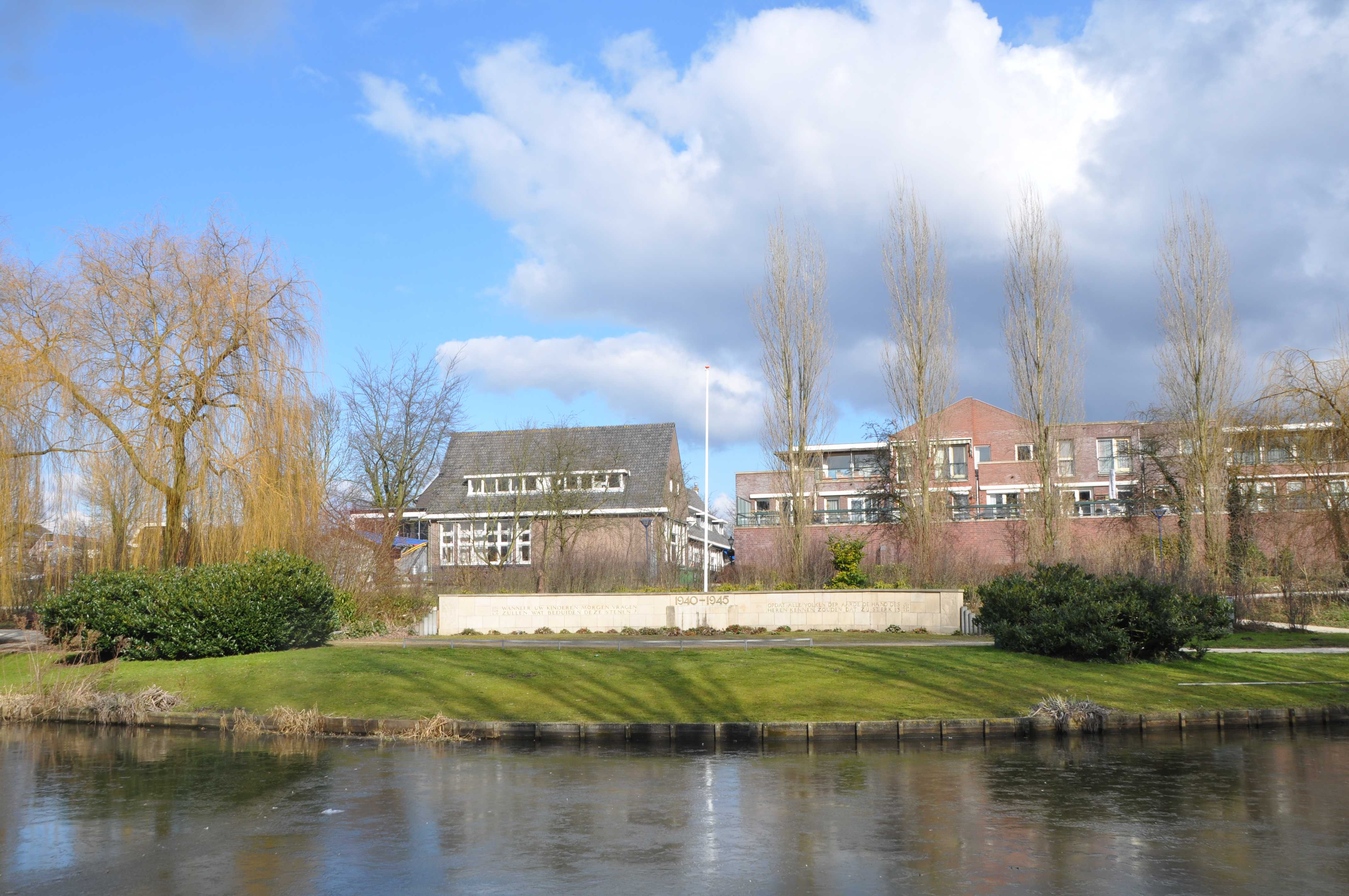
Oorlogsmonument

Het Wilhelminapark is een stadspark nabij de Dorpsstraat in Zoetermeer in de Engelse landschapsstijl.

## Aanleg
Het park is aangelegd in 1950 naar een ontwerp van landschapsarchitect Jan Bijhouwer. In het park bevinden zich onder meer een langgerekte vijver, een oorlogsmonument, een Anne Frankboom, de geboorteboom van Catharina-Amalia der Nederlanden en het Gedachtepad.